# Д’Орбиньи, Альсид Дессалин
Альси́д Шарль Викто́р Мари́я Дессали́н д’Орбиньи́ (фр. Alcide Charles Victor Marie Dessalines d’Orbigny; 6 сентября 1802, Куэрон — 30 июня 1857, Пьеррфитт-сюр-Сен) — французский натуралист, который сделал значительный вклад во многих областях зоологии (в том числе малакологии), палеонтологии, геологии, археологии и антропологии. Был сторонником катастрофизма.

## Биография
Родился  6 сентября 1802 года.
Ученик Жоржа Кювье.
В 1826-1833 гг. совершил путешествие по Южной Америке. Научные результаты этой экспедиции были опубликованы в 1835-1847 гг. в 9-томном труде Voyage dans l’Amérique Méridionale («Путешествие по Южной Америке»).
Был крупным специалистом по современным и ископаемым фораминиферам, заложил основы микропалеонтологии.
Описал новые виды аммонитов и белемнитов из России.
С 1853 года занимал кафедру палеонтологии в Национальном музее естественной истории в Париже.
Был дважды женат, вторая его жена, Мария Годри, была сестрой палеонтолога Жана Альбера Годри. Их сын, Анри Годри (1845-1915), стал энтомологом и архитектором.  

## Основная библиография
- Voyage dans l’Amérique méridionale (1835—1847)
- L’homme américain (1840)
- Paléontologie française (1840—1860)
- Cours élémentaire de paléontologie et de géologie stratigraphiques (1851—1852)
- Prodrome de paléontologie stratigraphique universelle (1850—1852)
- Живописное путешествие в Южную и Северную Америку( 2 тома ) 1839-1853 год (переведено на русский язык)